# Parti libéral (Islande)
Pour les articles homonymes, voir Parti libéral.
Le Parti libéral (en islandais : Frjálslyndi flokkur, abrégé XF, ou Frjálslyndi flokkurinn, avec l’article final en -inn) est un ancien parti politique islandais.
Il a obtenu quatre députés à l’Althing aux élections législatives de 2003 (sur 63) :
- Guðjón Arnar Kristjánsson ;
- Gunnar Örlygsson ;
- Magnús Þór Hafsteinsson ;
- Sigurjón Þórðarson.

C’est un parti libéral centriste, créé en 1998 par l’ancien député et ministre Sverrir Hermannsson. Sverrir Hermannsson était auparavant membre du Parti de l'indépendance (Sjálfstæðisflokkur).
Ce sont des partisans de l’OTAN fermement opposés à l’invasion et à l’occupation américaine de l’Irak. Ils rejettent également l’adhésion à l’Union européenne.
Son dirigeant est Guðjón Arnar Kristjánsson et son vice-président est Magnús Þór Hafsteinsson.
En 2012, le Parti libéral fusionne avec le Mouvement des citoyens et Le Mouvement pour donner naissance au parti Aube.

## Résultats électoraux

### Législatives
| Élection | Voix   | %   | Sièges |
| -------- | ------ | --- | ------ |
| 1999     | 6 919  | 4,2 | 2 / 63 |
| 2003     | 13 523 | 7,4 | 4 / 63 |
| 2007     | 13 233 | 7,3 | 4 / 63 |
| 2009     | 4 148  | 2,2 | 0 / 63 |

## Personnalités
- Sigurlín Margrét Sigurðardóttir, la première sourde députée de l'Althing, suppléante pour trois mois en remplacement de Gunnar Örlygsson (député de 2003 à 2007).